# 50 Cent
50 Cent, artiestennaam van Curtis James Jackson III (New York, 6 juli 1975), is een Amerikaanse hiphopartiest. Hij is bekend geworden door zijn albums Get Rich or Die Tryin' en The Massacre. Beide albums verwierven platina. Wereldwijd werden er meer dan 20 miljoen cd's en 40 miljoen singles van verkocht. Zijn derde album Curtis was minder succesvol. De artiest gebruikt ruziezoeken of problemen maken met anderen op hiphoptracks (zogenoemde beefs) als marketingstrategie.

## Biografie

### Jeugd
Curtis Jackson werd op 6 juli 1975 geboren in 'South Side Jamaica', een achterbuurt in Queens, een borough van New York. Tot zijn achtste werd hij door zijn moeder Sabrina opgevoed. Jackson heeft de identiteit van zijn vader nooit gekend. Zijn moeder overleed in 1984; zij bleek eerst verdoofd te zijn waarna de dader het gas had aangestoken en haar dan voor dood achtergelaten had in haar appartement. Na haar dood verhuisde hij naar zijn grootouders, die zich over hem ontfermden. Jackson wilde in zijn jeugd een professioneel bokser worden.
Zijn grootouders konden niet voorkomen dat Jackson al snel op het verkeerde pad raakte. Hij groeide op in een wijk met veel drugsbendes. Jackson had al contacten met drugshandelaren toen hij twaalf was en naarmate hij ouder werd, ging hij steeds vaker met verkeerde vrienden om. Als twaalfjarige begon hij in te breken en verkocht hij crack op straat onder de naam Boo-Boo. Bij een huiszoeking vond de politie heroïne, cocaïne en 10.000 dollar in papiergeld. Hij werd vanwege de handel in drugs van de Andrew Jackson High School gestuurd en belandde in een militaire academie. Erg druk maakte hij zich daar niet over; terug op vrije voeten ging hij gewoon verder waar hij gebleven was. Jackson werd al snel een succesvolle crackdealer. Hij vernoemde zichzelf later naar een legendarische drugshandelaar uit Queens, 50 Cent.
Hij ging ook naar Guy R. Brewer Boulevard, bijgenaamd New York Avenue en werkte daar aan zijn rapvaardigheden. Hij verdiende nog wat extra geld door op straat te rappen voor voorbijgangers. Dit betekende niet dat hij zijn carrière als drugshandelaar opgaf. Dat gebeurde pas in de tweede helft van de jaren negentig, toen zijn zoon werd geboren.

### Begin carrière
Hij tekende een contract bij Jam Master Jay Records, het platenlabel van Run-D.M.C.'s Jam Master Jay. Van hem leerde 50 Cent zijn rapsongs structuur te geven en te verbeteren. Ook leerde Jam Master Jay hem door te zetten ondanks de vele tegenslagen die hij nog zou tegenkomen. Zijn leermeester geloofde er heilig in dat 50 Cent een grote ster zou worden.

### Columbia Records
Het echte begin van zijn carrière als rapper was in 1999 toen hij het producentenduo Trackmasters ontmoette. Zij zagen wel wat in 50 Cent en regelden een contract bij Columbia Records voor hem. 50 Cent verbleef daarna ruim twee weken in een studio in het betere gedeelte van New York. In die periode nam hij 36 nummers op, die op het album Power of the Dollar kwamen te staan. Enkele critici die de cd kregen te horen, waren zeer lovend over het werk, maar toch is de cd nooit uitgebracht. Volgens Columbia stonden er te veel gestolen beats op de cd. Trackmasters wilde niet verder met hem samenwerken, nadat ze op straat werden beschoten tijdens de opnames van 50 Cents eerste video "Thug Love", die hij samen met Destiny's Child zou opnemen.
Zijn eerste echte single was "How To Rob", een van die 36 nummers. Hierin rapt 50 Cent op welke manier bekende rappers als Jay-Z, Big Pun, Sticky Fingaz en Ghostface Killah beroofd konden worden. Zijn fans en platenmaatschappij konden er om lachen, maar de collega-rappers in kwestie absoluut niet.  Voordat zijn carrière goed en wel was begonnen, had 50 Cent al vijanden gemaakt in de hiphop-wereld.

### Schietincident
Op 24 mei 2000 leek het allemaal voorbij voor 50 Cent. Hij werd door zijn vroegere drugs-collega's bij het verlaten van het huis van zijn oma onder vuur genomen vanuit een auto. Er werden in totaal negen schoten afgevuurd, waarvan één in de buurt van zijn hart. Ook ging één kogel door zijn wang en bleef vastzitten in zijn tong, waardoor die zwol en 50 Cent bijna stikte. Hij overleefde de moordaanslag, maar het kostte hem wel maanden om te herstellen. In die periode besloot zijn label Columbia alle banden met 50 Cent te verbreken. Hij herinnerde zich de woorden van zijn leermeester Jam Master Jay en in plaats van bij de pakken neer te zitten, besloot hij zelf nummers te gaan opnemen.

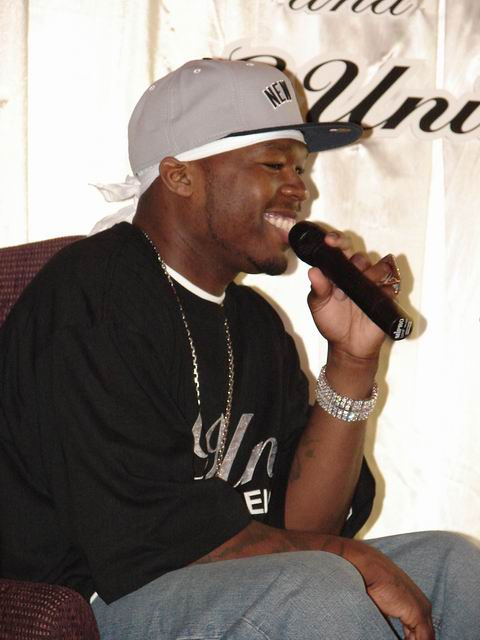
50 Cent in Bangkok, 2006

 Enkele weken na het incident werd de schutter dood aangetroffen. De moordenaar is echter niet bekend.

### Doorbraak
Zonder inkomen begon hij na zijn herstel met zijn vriend Sha Money XL met het opnemen van nummers. In totaal werden dertig liedjes op cd gezet, waarvan een aantal in de lente van 2001 op een verzamel-cd kwam te staan. Zijn doorzettingsvermogen werd beloond en 50 Cent verzamelde zijn eigen mensen om zich heen, die onder de naam G-Unit een aantal nummers opnamen. In de groep zaten zijn vrienden Tony Yayo, Lloyd Banks, Sha Money XL, Bang Em Surf, en Domination. 50 Cent begon met het opnieuw gebruiken van beats van oude hits. Hierdoor kreeg hij nog meer succes en aanzien bij collega-rappers.
In een radio-interview zei Eminem dat zijn favoriete rapper 50 Cent was. 50 Cent geloofde in eerste instantie zijn oren niet, maar toen niet lang daarna Eminem en Dr. Dre voor zijn deur stonden met een contract, tekende hij meteen. Ook zijn groep G-Unit vond onderdak bij Dr. Dre en Eminem. Zeer kort hierna bracht 50 Cent de mixtape 'No Mercy, No Fear' uit. Niet lang daarna volgde de single "Wanksta". In eerste instantie leek het nummer niet op een album te komen, maar Eminem wilde het graag gebruiken in zijn debuutfilm 8 Mile en zo kwam het nummer op de soundtrack van de film terecht. 'Wanksta' kwam uiteindelijk op de Deluxe Version van het album. 'Wanksta' werd de meest gedraaide plaat in New York.
Met de hulp van Dr. Dre en Eminem maakte 50 Cent daarna zijn debuutalbum Get Rich or Die Tryin', dat begin 2003 uitkwam. Dit gebeurde kort nadat de mentor van 50 Cent, Jam Master Jay, werd vermoord door een onbekende schutter. Sommige mensen geloven dat de moord eigenlijk bedoeld was voor 50 Cent. Er gingen zelfs geruchten dat 50 Cent betrokken was bij de moord. 50 Cent zelf zei dat hij die avond een afspraak had met Jam Master Jay. Het album was een internationaal succes met wereldwijd 11 miljoen verkochte platen, waarvan 7 miljoen in de VS alleen. Met name de single "In Da Club". Deze werd een internationale hit en haalde de eerste plaats in veel hitlijsten.

### G-Unit Records
Na het succes van Get Rich or Die Tryin' werd 50 Cent beloond met zijn eigen label, G-Unit Records. Onmiddellijk nam hij Lloyd Banks, Tony Yayo en Young Buck in dienst, en bekroonde Sha Money XL als manager. Eind 2003 kwam het debuutalbum van G-Unit uit, getiteld Beg for Mercy. Het album was een redelijk succes en zette de andere G-Unit leden aardig in de schijnwerpers, waarna zij met succes hun debuutalbums konden uitbrengen.
In 2005 kwam het tweede album van 50 Cent uit, The Massacre. Het album verkocht meer dan een miljoen platen in de eerste vier dagen, verkocht in totaal 5 miljoen platen in de VS en 10 miljoen wereldwijd. Met name de single "Candy Shop" scoorde goed in de hitlijsten.
Eind 2005 kwam de film Get Rich or Die Tryin' , een autobiografische film waarin 50 Cent zelf de hoofdrol speelt. De film is een geromantiseerde versie van het verhaal van 50's leven.
Tussen 2005 en 2006 liet hij zijn eigen computerspel maken, 50 Cent: Bulletproof. Ook dit spel is gebaseerd op het leven van 50 Cent. Zo zie je ook hoe hij is neergeschoten en hoe hij met zijn vrienden erachter wil komen wie geprobeerd heeft hem te vermoorden.
Op 11 september 2007 kwam het derde studioalbum van 50 Cent uit, getiteld Curtis. Aangezien dit ook de verschijningsdatum was van het album Graduation van collega-rapper Kanye West, ontstond er een strijd tussen de twee rappers over wie er het meest zou verkopen in de eerste week na verschijnen in de VS. 50 Cent gaf van tevoren aan te stoppen met zijn rapcarrière als Kanye de strijd zou winnen. In de week na 11 september werd duidelijk dat Kanye West de strijd had gewonnen. Zijn album Graduation verkocht in de eerste week ongeveer 1.000.000 platen in de VS, waar 50 Cent onder de 700.000 bleef steken. Ook wereldwijd verkocht Kanye West meer, alleen in Europa wist 50 Cent de strijd te winnen. De strijd wordt beschreven als historisch voor hiphop en er kwamen ideeën op om meer dergelijke 'battles' te houden. Kanye West bekende later dat de strijd een publiciteitsstunt was die hij samen met 50 van tevoren had uitgestippeld. Hij stelde ook dat 50 Cent een van zijn favoriete rappers is en dat hij goed begreep dat 50 Cent beweerde te stoppen als hij verloor, en dat hij daar veel extra platen mee heeft verkocht. Hoewel velen het tegendeel eisten, besloot 50 Cent niet te stoppen, met als argument dat hij in Europa meer platen verkocht.
Voor 2008 staan onder andere het tweede album van G-Unit, Terminate On Sight, en het vierde studioalbum van 50 Cent, Before I Self Destruct, gepland. Zijn bekendste nummer van dit album is Baby by Me met Ne-Yo. Dit nummer behaalde zowel in Nederland als België niet de charts.
In april 2011 werd bekendgemaakt dat 50 Cent een contract voor drie albums aan DJ Pauly D, bekend van het tv-programma Jersey Shore, heeft aangeboden. Er is nog niets getekend.
In november 2012 kwam de single 'My Life' uit. Een track samen met Eminem en Adam Levine.

## Ruzies

### Ja Rule en Murder Inc.
Nog voor de deal met Interscope en zijn doorbraak was 50 Cent al verwikkeld in een strijd met rapper Ja Rule en zijn label Murder Inc. Volgens 50 Cent begon de ruzie toen Ja Rule hem zag lopen met een man die Ja Rule eerder van zijn sieraden had beroofd. Ja Rule beweert echter dat 50 Cent vol afgrijzen moest toekijken toen Ja Rule tijdens een video-opname in New York bejubeld werd door grote aantallen fans, en hem uit jaloezie begon te dissen. Toen de twee elkaar later tegenkwamen, sloeg 50 Cent Ja Rule in zijn gezicht, waarna vele disses van beide rappers volgden, waaronder de massa-aanval van 50 Cent, genaamd Piggy Bank, dat pas na vele jaren uitkwam op het tweede grote succesalbum van 50 Cent, The Massacre. In 2007 liet Irv Gotti, de oprichter van Murder Inc., blijken dat 50 Cent de beef enigszins gewonnen had, omdat Ja Rule en hij toen de beef begon groot waren, en 50 Cent klein, wat later door het succes van Get Rich or Die Tryin' omdraaide. Ja Rule heeft na de doorbraak van 50 Cent nauwelijks meer succes gehad.

### New York Rappers
50 Cent begon in 2004 en 2005 met het aanvallen van een aantal rappers afkomstig uit zijn eigen stad New York. Met de track "Piggy Bank" valt hij onder andere Fat Joe, Jadakiss en Nas aan.
Ook liet 50 Cent weten ruzie te hebben met Diddy, wat volgens hem kwam doordat 50 Cent de rapper 'Ma$e' wegkaapte bij Diddy's 'Bad Boy Records', en hem tekende bij G-Unit Records. De twee rappers hebben het inmiddels opgelost en in 2007 maakten ze nog samen met Jay-Z de remix van "I Get Money", een nummer van 50 Cents album Curtis.
In februari 2007 kreeg 50 Cent tijdens een live radio-uitzending ruzie met rapper Cam'ron. Nadat 50 Cent Cam'ron label 'Koch Records' beschreef als een 'begrafenis', haalde Cam'ron zelf uit naar 50 Cent G-Unit Records, en de lage verkoopcijfers van pas uitgebrachte albums van Lloyd Banks en Mobb Deep, in vergelijking met de goede resultaten van Jim Jones. Beide rappers begonnen met het uitbrengen van disstracks via YouTube, waaronder 50 Cents "Funeral Music" en "Hold On", en Cam'rons "Curtis" en "Curtis Pt. II". De beef is inmiddels op de achtergrond geraakt.

### The Game
Een heel bekende beef van 50 Cent, is de beef tussen 50 Cent en The Game. The Game werd in 2004 ontdekt door Dr. Dre, die hem vervolgens in contact bracht met G-Unit, als goede promotie voor beide kanten. Begin 2005 kwam het debuutalbum van The Game uit, getiteld The Documentary. Het album was een internationaal succes en behaalde hits met nummers als "How We Do" en "Hate It Or Love It".
Later werd The Game door 50 Cent eigenhandig uit G-Unit gezet tijdens een live radio-uitzending. Na dit voorval ontstonden er hevige schietpartijen tussen fans van beide kanten, wat The Game en 50 Cent dwong om gas terug te nemen. Later begon G-Unit weer uit te halen naar The Game, wat hem weer aanzette om een campagne genaamd 'G-Unot' te beginnen.
Onder het 'G-Unit'-symbool bracht The Game verscheidene mixtapes uit in de zomer van 2005, waaronder de mixtape-dvd Stop Snitchin', Stop Lyin' . Deze dvd ging meer dan een miljoen keer over de toonbank. 50 Cent antwoordde met de track "Not Rich & Still Lyin'". Op de mixtape G-Unit Radio Pt. 21 - Hate It Or Love It werd The Game op de hoes als stripper afgebeeld. 50 Cent kocht ook het 'G-Unot'-symbool op, waardoor The Game het niet meer kon gebruiken.
Voor het tweede album van The Game, Doctor's Advocate, maakte Dr. Dre bekend, ondanks de naar hem verwijzende titel, niet mee te werken aan het album, volgens geruchten omdat 50 Cent hem daartoe had gedwongen. 'Doctor's Advocate' evenaarde de verkoopcijfers van The Documentary niet, maar behaalde toch een aardig succes, waarmee The Game stelde dat hij ook zonder Dr. Dre en 50 Cent een goed album kan maken.
In 2007 lekte er een foto uit van 50 Cent met een The Game T-shirt, en gingen er geruchten dat The Game 50 Cent vroeg een track met hem op te nemen. Later bleek dit echter niet het geval te zijn, want in 2009 ging de beef gewoon door met het nummer "So disrespectful".
Eind 2012 noemde 50 Cent de naam van The Game wederom in het nummer "My Life". Op dit nummer is naast The Game ook Young Buck het haasje. De track waar ook Eminem en Adam Levine op te horen zijn bevat de volgende tekst van 50: "I tried to help niggas get up they turned around and spit right in my face so Game and Buck both can suck a dick."

## Privé
In 1997 kreeg 50 Cent een zoon met zijn toenmalige vriendin Shaniqua Tompkins. Volgens de artiest opende de geboorte van zijn zoon zijn ogen, het zette hem te stoppen met criminaliteit en verder te gaan in de hiphop. Hij heeft een tatoeage van zijn zoon op zijn rechterarm.
50 Cent is, in tegenstelling tot vele collega-rappers, politiek gezien rechts. Hij verklaarde president Bush te steunen, en hij zou zeker op hem stemmen, als hem dat recht niet was ontnomen vanwege zijn criminele verleden.
50 Cent werd in 2007 door 'Forbes' als de op een na rijkste rapper geschat, achter Jay-Z.
In 2012 kreeg 50 cent een zoon Sire Jackson met Daphne Joy. Hij woonde enige tijd in Farmington (Connecticut), in een huis dat eerder van bokser Mike Tyson was. Sinds 2021 woont hij in Houston, Texas. 
In 2020 kreeg 50 Cent een ster op de Hollywood Walk of Fame.

## Tournee
Op 26 augustus 2004 gaf 50 Cent voor het eerst een concert in Nederland, samen met zijn G-Unit crew. Het optreden vond plaats in Ahoy Rotterdam, en onder anderen Ali B zat in het voorprogramma. Op 30 juni 2007 gaf 50 Cent zijn tweede concert in Nederland, dit keer voor een klein publiek in de Melkweg in Amsterdam. DJ Whoo Kid en Tony Yayo begeleidden hem en The Opposites en Kempi deden het voorprogramma. Het optreden was geen onderdeel van een tournee, maar was simpelweg ingepland omdat 50 toevallig in Nederland moest zijn. 50 Cents derde optreden vond plaats in de Heineken Music Hall in Amsterdam op 11 december 2007, en was onderdeel van zijn tournee rondom zijn album Curtis. The Opposites deden wederom het voorprogramma.

## Discografie

### Albums
| Album met eventuele hitnotering(en) in de Nederlandse Album Top 100 | Datum van verschijnen | Datum van binnenkomst | Hoogste positie | Aantal weken | Opmerkingen |
| ------------------------------------------------------------------- | --------------------- | --------------------- | --------------- | ------------ | ----------- |
| Get rich or die tryin'                                              | 06-02-2003            | 22-02-2003            | 5               | 71           |             |
| Guess who's back ?                                                  | 20-04-2002            | 07-06-2003            | 93              | 2            |             |
| The massacre                                                        | 03-03-2005            | 12-03-2005            | 2               | 50           |             |
| Get rich or die tryin'                                              | 08-11-2005            | 12-11-2005            | 54              | 13           | Soundtrack  |
| Curtis                                                              | 07-09-2007            | 15-09-2007            | 3               | 9            |             |
| Before I self destruct                                              | 17-11-2009            | 21-11-2009            | 54              | 2            |             |
| Animal Ambition                                                     | 03-06-2014            | 07-06-2014            | 57              | 1            |             |

| Album met hitnotering(en) in de Vlaamse Ultratop 200 albums | Datum van verschijnen | Datum van binnenkomst | Hoogste positie | Aantal weken | Opmerkingen |
| ----------------------------------------------------------- | --------------------- | --------------------- | --------------- | ------------ | ----------- |
| Get rich or die tryin'                                      | 2003                  | 22-03-2003            | 3               | 286*         |             |
| Tha gangsta mix                                             | 2005                  | 19-03-2005            | 79              | 1            | met G-Unit  |
| The massacre                                                | 2005                  | 19-03-2005            | 3               | 49           |             |
| Get rich or die tryin'                                      | 2005                  | 19-11-2005            | 50              | 29           | Soundtrack  |
| Curtis                                                      | 2007                  | 15-09-2007            | 3               | 25           |             |
| Before I self destruct                                      | 2009                  | 21-11-2009            | 34              | 13           |             |

### Singles
| Single met eventuele hitnotering(en) in de Nederlandse Top 40 | Datum van verschijnen | Datum van binnenkomst | Hoogste positie | Aantal weken | Opmerkingen                                                     |
| ------------------------------------------------------------- | --------------------- | --------------------- | --------------- | ------------ | --------------------------------------------------------------- |
| In da club                                                    | 17-03-2003            | 29-03-2003            | 2               | 16           | Nr. 2 in de Single Top 100                                      |
| 21 Questions                                                  | 29-04-2003            | 05-07-2003            | 8               | 9            | met Nate Dogg / Nr. 7 in de Single Top 100                      |
| P.I.M.P.                                                      | 12-08-2003            | 11-10-2003            | 8               | 11           | Nr. 8 in de Single Top 100 / Alarmschijf                        |
| If I can't                                                    | 16-09-2003            | 24-04-2004            | 25              | 5            | Nr. 14 in de Single Top 100                                     |
| How we do                                                     | 25-02-2005            | 05-03-2005            | 5               | 9            | met The Game / Nr. 5 in de Single Top 100 / Alarmschijf         |
| Candy shop                                                    | 18-03-2005            | 26-03-2005            | 4               | 10           | met Olivia / Nr. 4 in de Single Top 100 / Alarmschijf           |
| Hate it or love it                                            | 06-05-2005            | 21-05-2005            | 5               | 8            | met The Game / Nr. 5 in de Single Top 100 / Alarmschijf         |
| Just a lil bit                                                | 10-05-2005            | 25-06-2005            | 21              | 5            | Nr. 20 in de Single Top 100                                     |
| Outta control (Remix)                                         | 06-09-2005            | 24-09-2005            | 27              | 6            | met Mobb Deep / Nr. 21 in de Single Top 100                     |
| Window shopper                                                | 08-11-2005            | 17-12-2005            | 37              | 4            | Nr. 38 in de Single Top 100                                     |
| Hustler's ambition                                            | 2005                  | 14-01-2006            | tip3            | -            | Nr. 40 in de Single Top 100                                     |
| Ayo technology                                                | 18-07-2007            | 15-09-2007            | 17              | 10           | met Justin Timberlake & Timbaland / Nr. 19 in de Single Top 100 |
| Follow my lead                                                | 2007                  | 24-11-2007            | tip11           | -            | met Robin Thicke                                                |
| Crack a bottle                                                | 23-02-2009            | 28-02-2009            | tip5            | -            | met Eminem & Dr. Dre / Nr. 56 in de Single Top 100              |
| Right there                                                   | 20-06-2011            | 25-06-2011            | tip10           | -            | met Nicole Scherzinger                                          |
| New day                                                       | 01-08-2012            | 18-08-2012            | tip14           | -            | met Dr. Dre & Alicia Keys / Nr. 92 in de Single Top 100         |
| My life                                                       | 26-11-2012            | -                     |                 |              | met Eminem & Adam Levine / Nr. 89 in de Single Top 100          |

| Single met hitnotering(en) in de Vlaamse Ultratop 50 | Datum van verschijnen | Datum van binnenkomst | Hoogste positie | Aantal weken | Opmerkingen                             |
| ---------------------------------------------------- | --------------------- | --------------------- | --------------- | ------------ | --------------------------------------- |
| In da club                                           | 2003                  | 29-03-2003            | 2               | 21           |                                         |
| 21 Questions                                         | 2003                  | 19-07-2003            | 37              | 6            | met Nate Dogg, DMX & PARA               |
| P.I.M.P.                                             | 2003                  | 11-10-2003            | 10              | 16           |                                         |
| If I can't                                           | 2003                  | 03-04-2004            | 24              | 7            |                                         |
| How we do                                            | 2005                  | 12-03-2005            | 13              | 11           | met The Game                            |
| Candy shop                                           | 2005                  | 26-03-2005            | 1(2wk)          | 20           | met Olivia / Nr. 1 in de Radio 2 Top 30 |
| Hate it or love it                                   | 2005                  | 21-05-2005            | 19              | 14           | met The Game                            |
| Just a lil bit                                       | 2005                  | 25-06-2005            | 9               | 11           |                                         |
| Outta control (Remix)                                | 2005                  | 24-09-2005            | 10              | 11           | met Mobb Deep                           |
| Window shopper                                       | 2005                  | 17-12-2005            | 20              | 12           |                                         |
| Hustler's ambition                                   | 2005                  | 25-02-2006            | 39              | 4            |                                         |
| You don't know                                       | 2006                  | 30-12-2006            | tip7            | -            | met Eminem, Lloyd Banks & Cashis        |
| Straight to the bank                                 | 2007                  | 11-08-2007            | tip23           | -            |                                         |
| Ayo technology                                       | 2007                  | 22-09-2007            | 13              | 17           | met Justin Timberlake & Timbaland       |
| Still will                                           | 2007                  | 15-11-2007            | tip1            | -            | met Akon                                |
| Get up                                               | 2008                  | 29-11-2008            | tip4            | -            |                                         |
| Crack a bottle                                       | 2009                  | 14-03-2009            | 39              | 5            | met Eminem en Dr. Dre                   |
| Baby by me                                           | 2009                  | 21-11-2009            | tip4            | -            |                                         |
| Down on me                                           | 22-11-2010            | 08-01-2011            | tip14           | -            | met Jeremih                             |
| My life                                              | 2012                  | 01-12-2012            | tip44*          |              | met Eminem & Adam Levine                |
| Twisted                                              | 2014                  | 14-06-2014            | tip73*          |              | met Mr. Probz                           |

## Filmografie
| Jaar | Titel                       | Rol                | Opmerkingen                    |
| ---- | --------------------------- | ------------------ | ------------------------------ |
| 2003 | 50 Cent: The New Breed      | zichzelf           | Documentaire dvd               |
| 2005 | "Pranksta Rap"              | zichzelf           | The Simpsons aflevering 16.9   |
| 2005 | Get Rich or Die Tryin'      | Marcus             | autobiografisch                |
| 2005 | 50 Cent: Bulletproof        | zichzelf           | video-game                     |
| 2006 | Home of the Brave           | Jamal Aiken        |                                |
| 2008 | Righteous Kill              | Spider             |                                |
| 2008 | Live Bet                    | Zichzelf           |                                |
| 2009 | 50 Cent: Blood on the Sand  | zichzelf           | video-game, alleen ingesproken |
| 2009 | Before I Self Destruct      | Clarence           |                                |
| 2009 | Streets of Blood            | Stan Johnson       |                                |
| 2009 | Dead Man Running            | Thigo              |                                |
| 2010 | Gun                         | Rich               |                                |
| 2010 | Caught in the Crossfire     | Tino               |                                |
| 2010 | 13                          | Jimmy              |                                |
| 2010 | Twelve                      | Lionel             |                                |
| 2010 | Morning Glory               | zichzelf           |                                |
| 2011 | Blood Out                   | Hardwick           |                                |
| 2011 | Setup                       | Sonny              |                                |
| 2011 | All Things Fall Apart       | Deon               |                                |
| 2012 | Freelancers                 | Jonas Maldonado    |                                |
| 2012 | Fire with Fire              | Emilio             |                                |
| 2013 | Escape Plan                 | Hush               |                                |
| 2013 | Last Vegas                  | zichzelf           |                                |
| 2013 | The Frozen Ground           | Pimp Clate Johnson |                                |
| 2014 | The Prince                  | The Pharmacy       |                                |
| 2014 | Power                       | Kanan Stark        |                                |
| 2015 | Spy                         | zichzelf           |                                |
| 2015 | Southpaw                    | Jordan Mains       |                                |
| 2018 | Den of Thieves              | Enson Levoux       |                                |
| 2018 | Escape Plan 2: Hades        | Hush               |                                |
| 2019 | Escape Plan: The Extractors | Hush               |                                |